# Saint-Martin-de-Fraigneau
Saint-Martin-de-Fraigneau là một xã ở tỉnh Vendée trong vùng Pays de la Loire, Pháp. Xã này có diện tích 13,56 km², dân số năm 2006 là 827 người. Xã này nằm ở khu vực có độ cao trung bình 35 mét trên mực nước biển.

## Biến động dân số
| Năm | 1962 | 1968 | 1975 | 1982 | 1990 | 1999 | 2006 |
| --- | ---- | ---- | ---- | ---- | ---- | ---- | ---- |
| Dân số | 433  | 463  | 489  | 528  | 697  | 787  | 827  |
| From the year 1962 on: No double counting—residents of multiple communes (e.g. students and military personnel) are counted only once. |      |      |      |      |      |      |      |